# Orden del Armiño
La Orden del Armiño fue una orden de caballería fundada en 1381 por el duque de Bretaña, Juan IV “el Conquistador” (1339-1399) y recuperada en 1972 como distinción honorífica para el reconocimiento de la labor de personalidades en favor de la difusión de la cultura e intereses de la sociedad de Bretaña. La distinción de la orden del Armiño es entregada anualmente desde 1988 por el Instituto Cultural de Bretaña.

## Fundación
La orden del Armiño medieval figura entre las órdenes caballerescas más antiguas de Europa y sus principios se inspiraban en los de la Orden de la Jarretera, fundada en 1347 por Eduardo III de Inglaterra (1312-1377).
Entre 1377 y 1379, durante su exilio en la corte del rey de Inglaterra, Juan IV de Bretaña se interesó por la Orden de la Jarretera, que permitía al monarca inglés aglutinar, conforme a los principios de una orden de caballería, a los miembros de la nobleza distinguidos por la lealtad a su persona. A su regreso a Bretaña en 1379, Juan IV, que había sufrido continuas traiciones por parte de la nobleza local, decidió establecer su propia orden equivalente y que bautizó con el nombre de Orden del Armiño. Escasamente documentada, su historia es descrita por el cronista Guillaume Saint-André en una obra de 1381, y entre sus particulares principios es conocida por ser una de las primeras en aceptar a mujeres y a no nobles.
En 1448, fue fusionada con la Orden de la Espiga para constituir la Orden del Armiño y la Espiga.
Ludovico Sforza fue nombrado miembro de la Orden del Armiño por Fernando I de Nápoles en 1488 y el armiño del cuadro La dama del armiño de Leonardo, puede hacer referencia a este hecho.

## Emblemática
Los miembros de la orden del Armiño portaban un collar con un diseño emblemático particular en el que figuraba una banderola arremolinada alrededor de una hilera de armiños en posición andante y que confluyen en una corona floronada de la que se suspendía un medallón donde figuraba el emblema personal de Juan IV: un armiño andante corbateado.
La orden del Armiño adoptó igualmente la divisa "La muerte es mejor que la mancha" (en bretón: "Kentoc'h Mervel EGET saotret Bezan"), difundida también como divisa de Bretaña (en latín: "Potius foedari quam mori),
Según una tradición, el origen de la divisa se debe a la duquesa Ana de Bretaña (1477-1514) mientras esta asistía a una cacería en el que la presa era un armiño blanco. Rodeado cerca de un páramo, el animal, en lugar de escapar lanzándose al barro, decidió revolverse y hacer frente a sus atacantes. La duquesa Ana, impresionada por su actitud, ordenó detener la cacería y salvarle la vida. A raíz de este episodio, la duquesa tomaría como emblema personal la figura de un armiño. Otras versiones sitúan el episodio en una época anterior y hacen protagonista de la misma a Conan Meriadoc, rey bretorromano del siglo V.
En cualquier caso, la emblemática del armiño es usada en las armerías de los duques de Bretaña desde los tiempos de Pedro I Mauclerc (1213-1237), quien pertenecía a la casa de Dreux, emparentada con la casa real al haber sido fundada por Roberto I (1125-1188), hijo del rey Luis VI de Francia. A la señal de la casa de Dreux, un escudo jaquelado de oro y azur con bordura de gules, Mauclerc añadió un francocuartel forrado de armiños. A partir de 1316, el duque Juan III de Bretaña, El Bueno, abandona el señal de los Dreux y adopta únicamente el forrado de armiños que más tarde se difundiría como emblema de Bretaña.

## Recuperación de la orden
Desde los años 1950, tras la Segunda Guerra Mundial, entre las diversas iniciativas impulsadas por figuras relevantes de la política y sociedad bretona que surgieron con el objetivo de impulsar el desarrollo y diferenciación cultural regional se encontraba el “Comité d'étude et de liaisons des intérêts bretons” (Celib), presidido desde 1951 por René Pleven, por entonces primer ministro de Francia con Vicent Auriol, y que bajo su mandato alcanzaría gran influencia. En previsión del relevo en la presidencia del Celib en 1972 por el senador y antiguo alcalde de Brest, George Lombard, fue encargada la creación de una distinción honorífica que inspirándose en la antigua orden medieval del Armiño, sirviera para reconocer la labor de personalidades en servicio de los intereses de Bretaña. La presentación del nuevo collar de la orden del Armiño, creado por Pierre Toulhoat, tuvo lugar el 29 de septiembre de 1972 en el palacio de congresos de Pontivy y tendría a René Pleven por primer titular, en un acto que convocó a numerosos políticos y líderes culturales y económicos bretones.
En 1973, el collar fue otorgado a John Mévellec, presidente de la Cámara Regional de Agricultura, y al profesor Gabriel Pescatore, presidente de la Cassa per il Mezzogiorno, institución que con el Celib, fundó la Conferencia de Regiones Periféricas Marítimas de Europa, para después verse interrumpida su entrega hasta 1988, cuando el Celib cedió su patrocinio sobre la distinción en favor del Instituto Cultural de Bretaña. Entre 1988 y 2009, el Instituto Cultural de Bretaña ha distinguido a 85 personalidades de todos los ámbitos de la sociedad.